# Vocationnistes
Les vocationnistes sont les membres d'une congrégation cléricale, appelée Société des divines vocations (Societas Divinarum Vocationum). Cet institut religieux de droit pontifical a été fondé par un prêtre italien, Giustinio Russolillo, en 1920 à Pianura, quartier de Naples. Ils ajoutent S.D.V. à leur nom.

## Histoire
Giustinio Russolillo (1891-1955), six mois après avoir été ordonné prêtre, fait une première expérience de vie commune après le 30 avril 1914, dans la demeure paternelle avec trois jeunes gens qui se destinaient à la vie sacerdotale. L'initiative ne dure que trois semaines car l'évêque ne l'approuve pas.
Mais cette idée d'accompagner les vocations ne le quitte pas. Le 20 septembre 1920, il est nommé curé de la paroisse Saint-Georges-Martyr de Naples, dans le quartier de Pianura. Le seul 18 octobre suivant, il réunit un premier noyau de jeunes gens s'interrogeant sur leur vocation. L'évêque de Pouzzoles approuve officieusement la fondation en 1923 et officiellement le 26 mai 1927. Elle reçoit l'approbation du  Saint-Siège en 1948 et le décret de louange en 1966, sous le pontificat de Paul VI.

## Activité et diffusion
Les vocationnistes interviennent dans des écoles, missions et paroisses, etc., afin d'accompagner le discernement des vocations. Les vocationnistes vivent en communauté et prononcent les trois vœux de religion (pauvreté, chasteté et obéissance). En Europe, ils sont présents en Italie, au Pays de Galles et en Angleterre; en Afrique, au Nigeria et à Madagascar ; en Asie, en Inde, en Indonésie et aux Philippines ; en Amérique latine, en Argentine, au Chili, en Équateur, en Colombie et au Brésil ; et enfin en Amérique du Nord aux États-Unis.
Une branche féminine existe aussi depuis 1921, ainsi qu'un institut de femmes laïques consacrées fondé après la mort de don Russolillo. Diverses associations font également partie de la famille vocationniste, comme Gli Amici di don Giustinio (Les Amis de don Giustinio), qui font connaître la figure du fondateur, les Coopératrices, la Fraternité vocationniste, les Fils de la lumière (mouvement charismatique dans la province de Bahia au Brésil), les enfants de lumière et des petites associations locales.
Au 31 décembre 2014, la congrégation comptait 76 maison pour 416 membres dont 270 prêtres. Don Russolillo a été béatifié le 7 mai 2011 par le cardinal Amato au nom de Benoît XVI.